# 1044 (numero)
Millequarantaquattro (1044) è il numero naturale dopo il 1043 e prima del 1045.

## Proprietà matematiche
- È un numero pari.
- È un numero composto da 18 divisori: 1, 2, 3, 4, 6, 9, 12, 18, 29, 36, 58, 87, 116, 174, 261, 348, 522, 1044. Poiché la somma dei suoi divisori (escluso il numero stesso) è 1686 > 1044, è un numero abbondante.
- È un numero semiperfetto in quanto pari alla somma di alcuni (o tutti) i suoi divisori.
- È un numero di Harshad nel sistema numerico decimale, cioè è divisibile per la somma delle sue cifre.
- È un numero palindromo e un numero ondulante nel sistema numerico esadecimale (414).
- È un numero congruente.
- È un numero intoccabile.
- È un numero pratico.
- È un numero odioso.
- È un numero intero privo di quadrati.
- È parte delle terne pitagoriche (435, 1044, 1131), (517, 1044, 1165), (720, 756, 1044), (783, 1044, 1305), (1044, 1392, 1740), (1044, 1520, 1844), (1044, 2233, 2465), (1044, 2415, 2631), (1044, 3045, 3219), (1044, 3283, 3445), (1044, 4640, 4756), (1044, 4992, 5100), (1044, 7533, 7605), (1044, 9367, 9425), (1044, 10065, 10119), (1044, 15120, 15156), (1044, 22695, 22719), (1044, 30267, 30285), (1044, 45408, 45420), (1044, 68117, 68125), (1044, 90825, 90831), (1044, 136240, 136244), (1044, 272483, 272485).

## Astronomia
- 1044 Teutonia è un asteroide della fascia principale del sistema solare.
- NGC 1044 è una galassia nella costellazione della Balena.

## Astronautica
- Cosmos 1044 è un satellite artificiale russo.